# Břetislav Pojar
Břetislav Pojar (ur. 7 października 1923 w Sušicach, zm. 12 października 2012 w Pradze) – czeski reżyser filmowy, scenarzysta oraz animator. W 2003 roku na festiwalu w Zlinie otrzymał nagrodę za całokształt dokonań. W 2008 odebrał z rąk prezydenta Václava Klausa Medal Za Zasługi (Czechy) II klasy. Zrealizował między innymi serial Daszeńka według prozy Karela Čapka.

## Wybrana filmografia
- Romans z kontrabasem (1949) – animacja[2]
- Proszę Pana, chodźmy się pobawić! (1965–1973) – scenariusz, reżyseria, animacja

## Nagrody
- 2003: Prix Klingsor – Biennale Animacji Bratysława (BAB)